# Theresienwiese

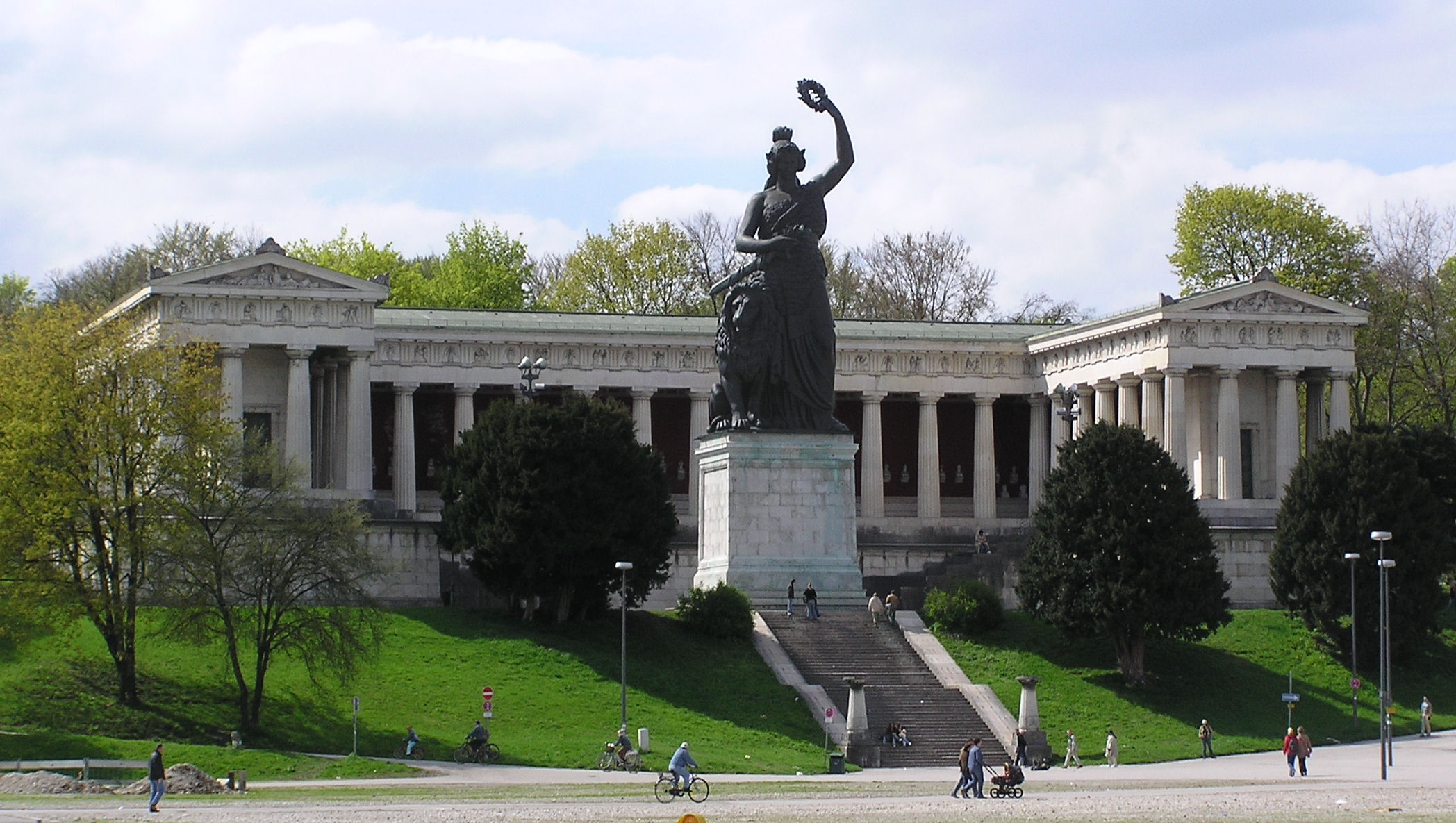
A estátua Bavaria no Theresienwiese

O Theresienwiese (em português Prado de Teresa) é um campo aberto no pleno centro de Munique, Baviera, Alemanha.
É um terreno com 46 hectares. Num dos lados está a estátua Bavaria, símbolo do estado da Baviera, do outro está a igreja de São Paulo. Chama-se Theresienwiese porque se celebrou aqui o casamento de Luís I da Baviera com a princesa Teresa de Saxe-Hildburghausen. Os festejos agradaram tanto à família real, que ordenaram a sua repetição todos os anos, dando lugar à conhecida Oktoberfest, a festa de outubro.